# Кальчи
Ка́льчи (итал. Calci) — коммуна в Италии, располагается в области Тоскана, в провинции Пиза.
Население коммуны, на 01.01.2024 года, составляет 6310 человек, плотность населения ─ 251,34 чел./км². Коммуна занимает площадь 25,11 км². Почтовый индекс — 56011. Телефонный код — 050.
Покровителем коммуны почитается святой Ермолай, празднование 7 августа.

## Демография
Динамика населения:

## Администрация коммуны
- Официальный сайт: http://www.comune.calci.pi.it/